# Homoplasia
Homoplasia é um conceito da sistemática biológica que descreve o surgimento de características semelhantes entre duas ou mais espécies, que não possuam proximidade genética entre si.
Uma homoplasia consiste no ganho ou perda de um traço morfológico ou funcional de forma independente em linhagens separadas ao longo da evolução. Esta evolução convergente faz com que as espécies compartam de forma independente um traço que é diferente do traço que se deduz estar presente no seu antepassado comum. Portanto, esta semelhança de um estado de carácter em diferentes espécies, ao contrário da homologia, não provém de um antepassado comum.
A homoplasia identifica-se pela observação de que uma determinada característica não pode ser explicada parcimoniosamente numa hipótese filogenética estimada, ou seja, a característica em questão surge (ou desaparece) em mais do que um momento numa árvore. Esta é a interpretação cladística do fenómeno evolutivo do ganho ou perda da característica. Por exemplo, a ausência de asas nas pulgas é uma perda homoplásica (as asas também se perdem em membros de muitos outros grupos de insectos, incluindo moscas, traças, formigas, etc.), e a presença de membranas timpânicas nas traças das famílias dos geometrídeos e noctuídeos representa duas origens separadas (no abdómen nos primeiros e no tórax nos segundos), que provavelmente evoluiu em resposta às chamadas de ecolocação nocturnas de morcegos insectívoros. Nas sequências de ADN, a homoplasia pode simplesmente ser o resultado de substituções nucleotídicas aleatórias que se acumularam com o tempo, e assim pode não necessitar duma explicação evolutiva adaptacionista. As definições e a discussão da homoplasia pode encontrar-se em: ,  e .
O termo homoplasia foi utilizado pela primeira vez por Ray Lankester em 1870.
A homoplasia pode surgir de três maneiras distintas: paralelismo, convergência e reversão.
- Paralelismo é quando a partir de um mesmo estado plesiomórfico surgem, independentemente, estados apomórficos idênticos em 2 organismos diferentes, este tipo de homoplasia costuma ocorrer em organismos próximos filogeneticamente.[7]

Ex.: membranas interdigitais dos dedos anteriores dos pés de patos e de albatrozes, redução do comprimento das asas anteriores de diferentes grupos de besouros serra-pau.
- Convergência é quando a partir de estados plesiomórficos distintos surgem estados apomórficos semelhantes em organismos diferentes, raramente são produzidas características muito semelhantes.[7]

Ex.: barbatanas dorsais em tubarões e golfinhos, asas das aves e dos morcegos, pernas saltatoriais dos cangurus e gafanhotos, apêndices em forma de pinça em caranguejos e escorpiões, postura ereta de humanos e pinguins...
- Reversão é quando uma determinada característica de um organismo sofre uma alteração e seu estado apomórfico torna-se semelhante ao estado plesiomórfico anterior.[7]

Ex.: retorno à condição ápoda das cobras, a condição áptera das pulgas, a ausência de conchas em lesmas...